# عروسان

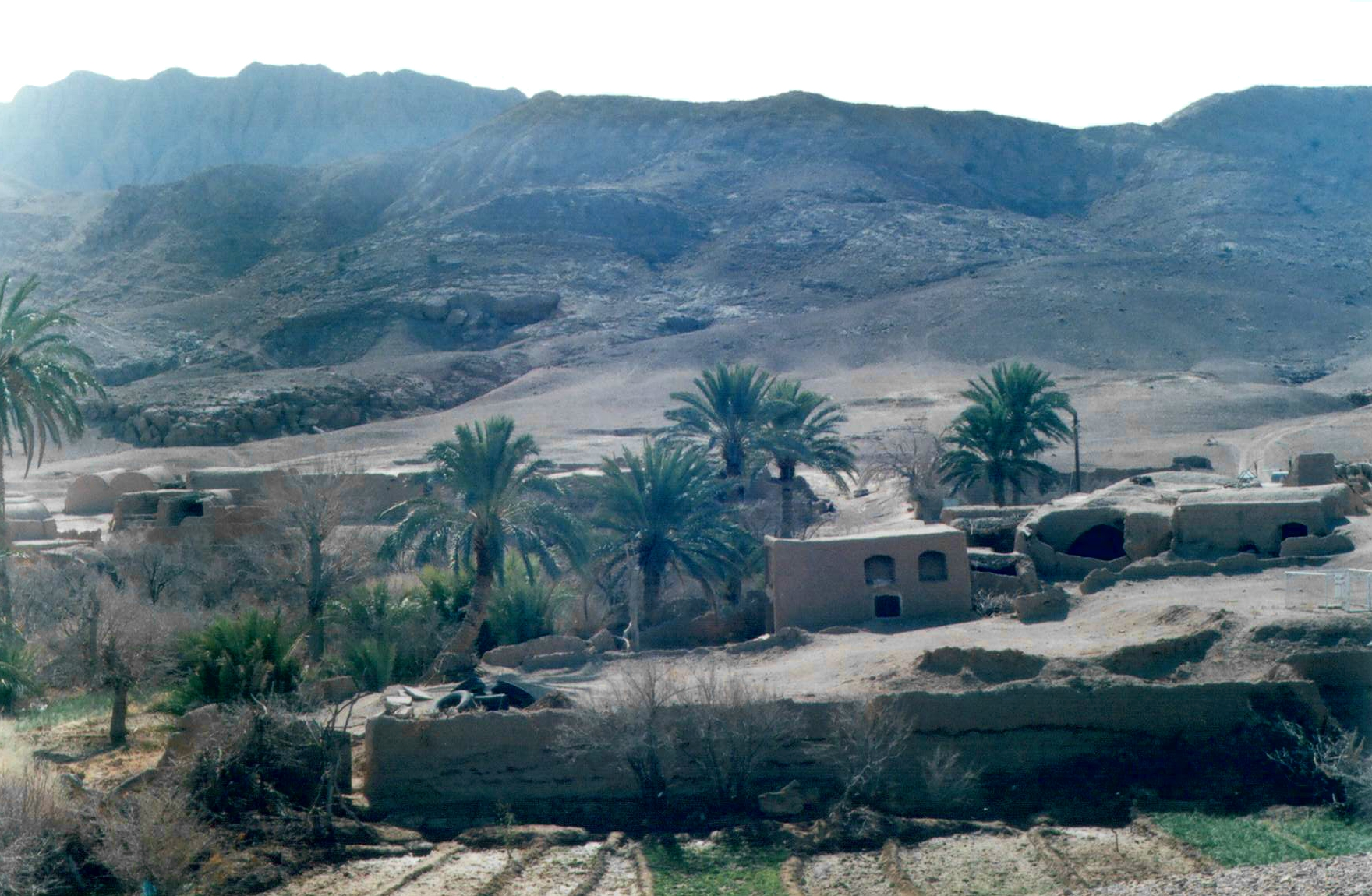
روستای عروسان

عروسان (نائین)، روستایی از توابع دهستان بیابانک بخش مرکزی شهرستان خور و بیابانک در استان اصفهان ایران است.
این روستا در مرکزیت روستاهای جنوبی خوربیابانک قرار گرفته‌است؛ که در مسیر گردشگرانی که برای بازدید از مناطق کویری می‌آیند قرار گرفته‌است. از صنایع موجود در این روستا می‌توان به کارخانه بسته‌بندی خرما و مواد غذایی، مرغداری و .. نام برد. شغل اصلی اکثریت مردم این منطقه کشاورزی می‌باشد که در کنار آن قالیبافی و صنایع دستی نیز وجود دارد.

## توصیف
در هفت فرسنگی شمال خور قرار دارد و یکی از آخرین آبادی‌های حاشیۀ جنوبی کویر نمک است و در شمال آن دریای گسترده کویر تا افق دوردست امتداد دارد. آب آن از قنات و شیرین اما میزان آن کم است و تا چند سال پیش آب آشامیدنی خور از این مزرعه تأمین می‌شد. دهکده در میان تپه‌هایی محصور است و در بهار سال آب قنات آن افزایش می‌یابد. به هر حال با شیوه استخربندی آبیاری می‌شود. سون هدین که روزی در این مزرعه اتراق کرده درباره آن چنین می‌گوید:
"در آرِسون جلو قنات استخری قرار دارد که شترها از آن آب می‌نوشند. در کنار ده روی تپه‌ای برجی قرار دارد که 150 سال عمر دارد و یادگار زمانی است که هنوز بلوچ‌های سیستانی آرامش منطقه را به هم می‌زدند ..."

## جمعیت
این روستا در دهستان بیابانک قرار دارد و براساس سرشماری مرکز آمار ایران در سال ۱۳۸۵، جمعیت آن زیر سه خانوار بوده‌است.